# 하지메샤쵸

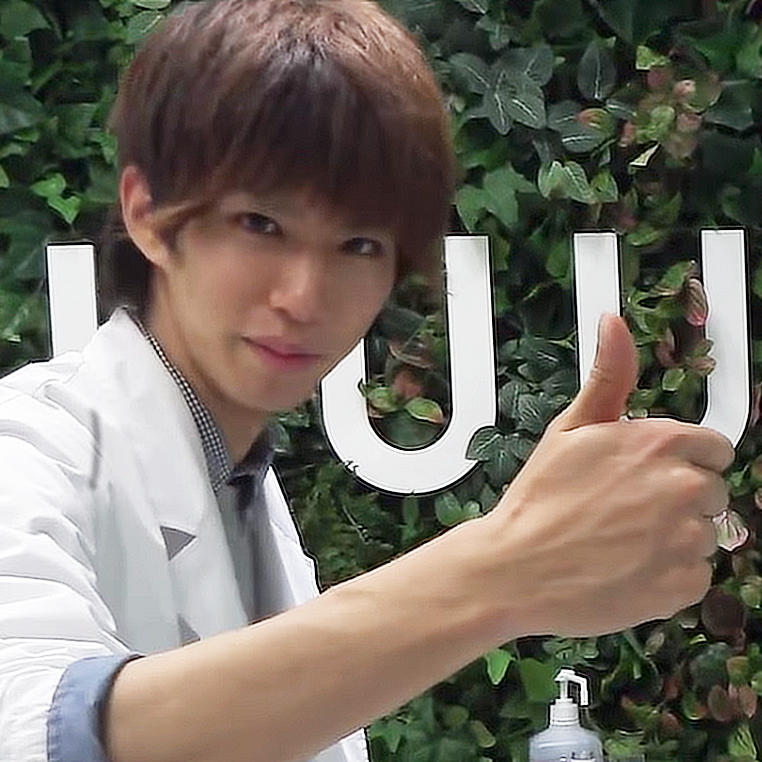
하지메샤쵸

하지메샤쵸(일본어: はじめしゃちょー)는 일본의 저명한 유튜버이다.

## 프로필
| 기본 정보 | 기본 정보                               |
| --------- | --------------------------------------- |
| 닉네임    | 하지메샤쵸 (はじめしゃちょー)           |
| 본명      | 에다 하지메 (江田 元)                   |
| 출생      | 1993년 2월 14일 (28세) / 일본 도야마 현 |
| 가족      | 조부모님, 부모님, 남동생                |
| 신체      | 185cm, 65kg, AB형                       |
| 학력      | 시즈오카대학 졸업                       |
| 소속      | UUUM                                    |
| 운영 채널 | 유튜브                                  |
| 활동 기간 | 2012년 8월 31일 ~ 현재                  |

## 소개
일본에서 가장 구독자 수가 많은 유튜버로, 2018년 7월 기준으로 650만 구독자를 돌파할 정도로 인기 유튜버다. 키 크고, 말랐고, 잘생긴 외모로 인해 여성 팬들도 많고, 그렇다고 남성 팬이 적지도 않다. 게다가 워낙 막장으로 흘러가기 쉬운 유튜브에서도 적정선을 유지하고, 재밌으면서도 진중한 양면적인 이미지로 인지도를 유지하고 있다. 다만 2017년에 일어난 연애 논란 때문에 비난 여론이 많이 일긴 했으나, 기존의 탄탄한 팬층으로 2018년 현재 이미지를 회복한 상태.

## 활동
원래는 0214mex라는 아이디로 MEX(멕스)라는 닉네임으로 활동했으며, 2012년 8월 31일부터 본격적으로 유튜브 활동을 시작했다. 처음에는 과자를 워낙 좋아하다보니, 새로 나온 과자를 리뷰하는 영상을 만들곤 했다. 그러다가 본인만의 독특한 발상을 소재로 실험해보거나, 몰카하거나 하는 영상을 만들기 시작했다. 그러다가 자기가 신기한 걸 발견하면 그걸 소재로 영상을 만들기도 한다. 2013년 9월부터 6개월 동안 영어 실력을 높이기 위해 영국으로 유학을 갔다온 적이 있는데, 그 때도 영상을 만들어 올리곤 했다.
초기에는 슬라임이나 콜라+멘토스, 무언가로 욕조를 가득 채운다는 내용의 영상을 많이 올렸었는데, 이후로는 아이디어가 확장되어서, 몰카나 실험 소재도 다양해졌을 뿐만 아니라, 질문 코너나 SNS 과거 털이, 편의점별 과자나 간식 비교, 많이 먹기 도전 등등 콘텐츠 종류도 다양해졌다. 그 외에도 자기와 관련된 일에 대해 꼬박꼬박 공지나 해명 영상을 올리곤 한다.
2016년에는 건강에 좀더 신경써야겠다는 생각에, 연초부터 1년동안 과자 금지를 하고 실제로 실행에 옮겼다. 과자를 비롯해서 콜라 같은 음료수도 금지했었다. 1년 뒤 과자 금지를 해제하고 나선 어머니도 걱정하셨는지, 과자로 꽉꽉 채운 찬합을 택배로 부치셨다. 다만 과자를 안 먹는 대신 라멘을 그렇게 많이 먹어서 2017년에는 라멘 금지를 했었다.
질문 코너
하지메샤쵸 영상물 중 인기가 높은 시리즈. 트위터와 유튜브 댓글을 통해 질문이나 리퀘스트를 받고, 그 중 몇 가지를 골라서 영상을 만들어 올리는 시리즈다. 물론 시간을 꽤 많이 잡아먹는 콘텐츠라서 자주 올라오진 못한다. 2015년에는 계절별로 올라오곤 했는데, 2016년 3월 영상에서 질문 수를 두 배로 늘리면서 1년에 한두 번 정도밖에 안 올라오게 되었다. 굳이 질문이나 리퀘스트가 아니라도 재밌을 것 같은 댓글도 꼽아서 올리는 듯. 고정적으로 올라오는 리퀘스트는 바로 모서리에 새끼발가락 찧기.

## 부계정

### 하지메샤쵸 세컨드 채널
하지메샤쵸의 세컨드 채널로, 본계정을 시작한 지 얼마 안 된 2012년 10월 25일에 만든 계정이다. 원래는 게임 실황을 위해 만든 계정이었으나, 점점 게임 실황보다는 "본계정에 올리기엔 좀 아쉬운 영상"을 올리는 계정으로 바뀌는 중이다. 물론 게임 실황도 종종 하고 있긴 하다.

### 하지메샤쵸의 밭
はじめしゃちょーの畑. 2018년 3월 28일에 개설해서 5월 2일부터 시작한 부계정으로, 하지메가 주변인들과 함께 모아서 시작한 채널이다. 구성원으로는 하지메, 다이치, 타낫치, 요헤이가 있으며, 본계정처럼 영상이 매일 올라온다. 그룹인 것 빼고는 거의 본계정이랑 별 다를 바 없는 계정인데, 다만 본계정보다 인지도가 떨어져서 한국어 자막이 올라오고 있진 않다.

## 친분
- HIKAKIN은 UUUM의 사장이라서인지, 하지메한테는 두목(親分, 오야붕)이라는 듯. 그래서 히카킨 흉내를 내면 혼날까봐 걱정하고,[8] 히카킨한테는 존댓말로 대하고 있다. 물론 질문 코너에 올라오는 장난 같은 건 두목이 잘 받아주는 편.
- 같은 회사 소속인 토믹쿠랑도 굉장히 친해서, 몰카를 하거나 장난을 치거나 한다. 특히 토믹쿠 턱 가지고 잘 놀리는 편.

## 사건사고

### 2017년스캔들
2017년 3월부터 발생한 스캔들로, 여태까지 순수하고 착한 이미지였던 하지메샤쵸에게 엄청난 타격을 준 사건. 일본 뿐만 아니라 대한민국에서도 이슈가 될 정도로 엄청난 스캔들이었다.
2017년 3월 17일에 올라온 SNOW 홍보 영상에서 마나미(まなみ)라는 여성의 이름이 노출된 게 사건의 발단이었다. 스캔들 의혹이 발생하자, 3월 20일에 해명했는데, 추천 유저로 나온 이름을 실수로 터치해서 생긴 것이라고 했다. 근데 하지메의 전 여친인 레이나가 폭로 전문 유튜버인 미즈냥에게 "하지메샤쵸가 자기와 사귈 당시 양다리를 걸쳤다"고 폭로하면서 사건이 더욱 커졌다. 또한 같은 소속사 유튜버인 키노시타 유우카도 "하지메샤쵸와 연애했었다"고 같이 폭로하면서 걷잡을 수 없이 커졌다.
워낙 연애사가 복잡하기 때문에 사람들이 타임라인을 모아서 정리한 게 바로 이것.
- 2016년 6월부터 키노시타 유우카와 사귐.
- 2016년 10월부터 하지메샤쵸의 팬으로 알려진 '레이나'와 사귐.[9]
- 2016년 12월에 키노시타 유우카와 결별.[10]
- 2017년 2월 14일, 모델 에사키 아오이가 하지메샤쵸 집에 하룻밤 머무름.[11]
- 2017년 2월 17일, 모델 에사키 아오이가 하지메샤쵸 집에 또 하룻밤 머무름.
- 2017년 2월 27일, 레이나와 결별.[12]

이렇게 사건이 터지고 나서 하지메샤쵸는 욕을 어마어마하게 많이 먹었고, 처음에는 동정하는 여론도 있었으나 결국 비난 여론이 형성되어갔다. 결국 3월 22일 자정 즈음에 해명 영상을 올렸는데, 정리하자면 키노시타 유우카, 레이나와 사귄 것을 인정했고, 에사키 아오이를 집에 머무르게 했지만 그냥 친구 관계라고 해명했다. 키노시타 유우카와 헤어지려고 했으나 서로 바쁘고 의견이 달라서 레이나와 사귀기 전까지 헤어지지 못했다고 했다.
그럼에도 비난 여론이 금방 사그라들지는 않았다. 해명 영상만 딱 올리고 나서 다시 평소처럼 영상을 올렸기에, 이 때 올리는 영상마다 싫어요 수가 좋아요 수를 압도하기 시작했다. 특히 골프 클럽을 뿌숴먹는 영상 올렸다가 쓸데없이 욕을 더 처먹기도 했다. 상황이 이렇게 되자 3월 28일부터 한달 반동안 유튜브, SNS 활동을 정지하고 잠적하고 살았다. 이 동안에도 맥도날드 등의 행사에 참여하기도 한 모양.
이 사건으로 키노시타 유우카 역시 상당한 피해를 받았는데, 3월 24일에 사죄 영상을 올렸음에도 하지메의 열성 팬으로부터 엄청난 욕을 얻어먹었다. 이유는 여자가 처신을 제대로 하지 않아서 남자가 바람을 피웠다는 어이없는 이유다. 그래서 키노시타의 영상에 하지메의 팬들이 싫어요 테러를 가했으며, 댓글에다가는 "아줌마"라며 대뜸 욕을 해대는 상황도 발생했다. 그럼에도 기존에 쌓아왔던 팬층과 사건 자체가 지나가면서 키노시타의 이미지도 정상으로 되돌아왔다.
2017년 5월 12일, 한달 반동안의 자숙 기간 끝에 ただいま라는 영상으로 복귀했다. 그동안은 뭘 하면서 지냈는지, 유튜브는 왜 안 접었는지, 사람들이 가질법한 질문들에 대해 대담 형식으로 풀어낸 영상이다. 자숙을 거쳤기에 좋아요 수는 많이 회복했으나, 싫어요는 아직 많았다. 그러다 유튜브 활동을 지속하면서 점점 이미지가 회복되기 시작했고, 구독자 수도 늘면서 2018년 기준으로 완전히 만회한 상황.

### 스토킹 사건
워낙에 유명한 유튜버라서, 팬이랍시고 자꾸 자택에 찾아오는 인간들 때문에 골머리를 썩고 있다. 집 앞을 계속 기웃기웃거리면서 사인해달라는 편지를 우편함에 넣어두거나, 착불로 소똥으로 만든 400kg짜리 비료를 보내거나, 슬슬 약과로 보이는 수준.
하지메샤쵸는 유명해지기 시작했을 때부터 집으로 찾아오지 말아달라고 계속해서 부탁해왔다. 2015년 질문 코너에도 오지 말라는 부탁을 들어줘서 고맙다고 하기도 했다. 다만 2016년 말부터 다시 집에 찾아와서 민폐끼치는 사람이 많아져서 그에 대한 영상이 계속 올라오고 있다. 집에 찾아와서 소리지르고 튀는 중딩, 집 구경하러 온 주제에 화장실 빌려달라는 인간이 있었다.
그러다가 2017년에는 더 심해졌는데, 집을 기어서 올라가려는 사람도 있었고, 스토커 짓을 하는 인간이 생겨나기 시작했다. 애초에 이사하기 전부터 대문에 CCTV를 설치해두고 있었기 때문에, 이사하고 나서도 보안을 강화해서 집 주변에 몇 대 정도 설치했고, 얼굴까지 다 보이게 실시간으로 녹화하고 있었다. 그런데 2017년 11월 21일 저녁 7시에 모르는 사람이 대문 앞에서 벨을 계속 누르고, 대문을 잡고 흔들고, 집 주변을 돌았는데, "돌아가달라"고 인터폰으로 부탁해도 돌아가지 않았다. 그래서 하지메샤쵸는 경찰에 신고했고, 경찰은 범인에게 금지명령을 내린 적이 있었다.
그런데, 이 사람이 금지명령을 내렸는데도 12월 25일에 또 찾아왔다. 결국 언론에까지 알려질 정도로 사태가 커졌는데, 이번에는 집 앞으로 끝난 게 아니라 집 안까지 쳐들어왔으며 빼도 박도 못할 주거침입죄다. 하지메샤쵸는 당시 CCTV를 보고 바로 경찰에 신고했는데, 전화하는 와중에 경찰차가 찾아와서 바로 연행해갔다고 한다. 이 사람이 언론에 나온 게 이번이 처음이 아닌데, 규동 먹기 도전을 하던 유튜버한테 연애 감정을 느끼고 스토커 짓을 해서 체포된 적이 있다고 한다. 그럼에도 이번엔 하지메샤쵸한테 빠져서 쫓아다니다 체포된 것. 팬들의 걱정과는 달리 다행히 아무 짓도 당하지 않았으며, 이에 대해 공지 영상을 올렸었다.

## 여담
- 낯가림이 심한 성격이라, 본인 영상 밖에서는 말을 잘 못하는 모습을 보이기도 한다. 다른 유튜버와 콜라보를 할 때도 다른 사람 같다는 반응이 많은 편. 게다가 사람이 많은 번화가도 잘 못 가는 편이라서, 할로윈에 긴자에 갔다가 힘들었던 경험이 있어서 할로윈을 별로 안 좋아한다고 한다.
- 2015년에 뜬금없이 약 2m짜리 곰인형을 사서 집에 장식하고 있다. 이름은 토코로자와(所沢). 2016년에는 같은 크기의 보라색 곰인형을 또 사서 다크니스 이노우에(ダークネス井上)라고 지어줬다. 대략 토코로자와의 친구면서 그를 위협하는 빌런 같은 캐릭터인 듯한데, 이제는 도쿄로 보내져서 당분간 못 돌아온다고 한다. 여기서 끝난 줄 알았으나 2018년에는 쓸쓸해하는 토코로자와한테 여친을 만들어줬다. 이번엔 핑크색으로 토코로자와보단 크기가 살짝 작은 듯.

## 같이 보기
- UUUM
  - HIKAKIN

## 참고 문헌
- 하지메샤쵸 - librewiki.net (CC_BY)